# Brachyplatystoma rousseauxii
Espèce
Synonymes
- Bagrus goliath Kner, 1858
- Bagrus rousseauxii Castelnau, 1855
- Brachyplatystoma paraense Steindachner, 1909

Brachyplatystoma rousseauxii est une espèce de poissons-chats de la famille des Pimelodidae qui est originaire des bassins de l'Amazone et de l'Orénoque et des principaux fleuves de la Guyane française,,.
Nommé en l'honneur de Louis Rousseau (1811-1874), assistant naturaliste au Muséum d'histoire naturelle de Paris.

## Répartition
Il s'agit d'une espèce très répandue que l'on trouve dans les systèmes fluviaux des Guyanes et du Nord-Est du Brésil, ainsi que dans le bassin de l'Amazone et de l'Orénoque.

## Description
Il atteint une longueur de 192 cm. Le corps est caractérisé par une tête platine et un corps doré. Les adultes ont des barbillons courts. La nageoire caudale des adultes est fortement fourchue avec des lobes étroits. Il est exclusivement piscivore.

## Écologie
Il s'agit d'un poisson démersal qui habite généralement les canaux profonds et courants. Les juvéniles et les subadultes sont des migrateurs. On considère qu'il a la plus longue migration en eau douce de toutes les espèces de poissons connues,.

## Systématique
Le nom valide complet (avec auteur) de ce taxon est Brachyplatystoma rousseauxii (Castelnau, 1855).
L'espèce a été initialement classée dans le genre Bagrus sous le protonyme Bagrus rousseauxii Castelnau, 1855.
Brachyplatystoma rousseauxii a pour synonymes :
- Bagrus goliath Kner, 1858
- Bagrus rousseauxii Castelnau, 1855
- Brachyplatystoma paraense Steindachner, 1909